# Karl Vallner
Karl Vallner (Loo, 28 de febrero de 1998) es un futbolista estonio que juega en la demarcación de portero para el FCI Levadia Tallinn de la Meistriliiga.

## Selección nacional
Tras jugar en varias categorías inferiores, finalmente hizo su debut con la selección de fútbol de Estonia en un partido amistoso contra Islandia que finalizó con un resultado de empate a uno tras el gol de Sergei Zenjov para Estonia, y de Andri Guðjohnsen para Islandia.

## Clubes
| Club                 | País    | Año       | Partidos | Goles |
| -------------------- | ------- | --------- | -------- | ----- |
| JK Tallinna Kalev    | Estonia | 2014-2021 | 121      | 0     |
| JK Tallinna Kalev II | Estonia | 2018-2019 | 15       | 0     |
| FCI Levadia Tallinn  | Estonia | 2021-     | 149      | 0     |

## Palmarés

### Campeonatos nacionales
| Título               | Club                | País    | Año  |
| -------------------- | ------------------- | ------- | ---- |
| Meistriliiga         | FCI Levadia Tallinn | Estonia | 2021 |
| Copa de Estonia      | FCI Levadia Tallinn | Estonia | 2021 |
| Supercopa de Estonia | FCI Levadia Tallinn | Estonia | 2022 |